# Frauke Petry
Frauke Petry (nacida Frauke Marquardt; Dresde, Alemania, 1 de junio de 1975) es una  política de derecha alemana. Desde julio de 2015 hasta septiembre de 2017 fue presidenta del partido euroescéptico Alternativa para Alemania, al que luego abandonó para cocrear El Partido Azul. Además fue miembro del Parlamento Regional de Sajonia desde 2014 hasta 2017, año en que fue elegida diputada del Bundestag. Perteneció a esta cámara hasta 2021, sin buscar la reelección.

## Biografía

### Primeros años
Frauke Petry nació en 1975 en Dresde, entonces parte de la Alemania Oriental, de padre químico y madre ingeniera, y pasó toda su infancia en Brandeburgo hasta que a finales de 1989 la familia pudo trasladarse a Bergkamen (Renania del Norte-Westfalia). Tras completar los estudios secundarios, Frauke obtuvo la licenciatura en Química en la Universidad de Reading en 1998 y la diplomatura en la Universidad de Gotinga en 2000. Después de trabajar durante un tiempo en Schering AG y en Bayer, volvió a los estudios para obtener el Doctorado en el Instituto de Farmacología y Toxicología de la Universidad de Gotinga en 2004 con magna cum laude.

### Vida íntima
En el plano personal, Petry vive en Tautenhain (Sajonia) y estuvo casada hasta 2015 con un pastor evangélico. Tiene cuatro hijos. Actualmente su pareja es el eurodiputado Marcus Pretzell.

## Empresaria
En 2007, Petry fundó la empresa PURinvent, con sede en Leipzig y especializada en la fabricación de poliuretano. Debido a su enfoque ecológico recibió en 2009 el premio nacional Darboven Ideen, destinado a mujeres emprendedoras. Su labor también fue reconocida en 2012 con la Orden del Mérito de la República Federal de Alemania.

## Política
En 2013 se convirtió en una de los tres fundadores del partido euroescéptico y conservador Alternativa para Alemania (AfD), junto con Bernd Lucke y Konrad Adam. En 2014 fue la principal candidata del AfD para las elecciones estatales de Sajonia y fue elegida diputada al Parlamento Regional, después de que su formación obtuviese el 9,7% de los votos.
En julio de 2015 fue elegida líder y presidenta de Alternativa para Alemania junto con Jörg Meuthen. Petry forma parte del ala más derechista del partido.  Cambió la línea de su partido hacia una posición antiinmigración e islamófoba. Abogó por un acercamiento de su partido al Frente Nacional de Marine Le Pen. También mostró su cercanía al movimiento islamófobo PEGIDA. Causó controversia al decir que se debería permitir a la policía usar sus armas contra los inmigrantes para evitar que crucen la frontera alemana.
En las elecciones federales de 2017 fue elegida diputada del Bundestag, negándose a unirse al grupo parlamentario del partido al citar que este se había vuelto demasiado "anárquico" y que no podía "ofrecer una plataforma política creíble". Muy controvertida dentro de su partido, acusada de autoritarismo y sectarismo, renunció a la presidencia de la AfD el 29 de septiembre, e inmediatamente también a su militancia en el partido. Pocos días después fundó El Partido Azul, que presidió hasta su disolución en 2019.
El diario L'Express señaló en 2017 que sus posiciones han variado a menudo durante su compromiso político: "a favor de las cuotas femeninas, ahora las condena; opuesta a la intervención del Estado en la economía, aprovechó el apoyo público para fundar su empresa; inicialmente comprometida con la cuestión de la familia, ya no habla de este tema desde que dejó a su marido pastor en 2015 por Marcus Pretzell, al que conoció dentro del partido. Crítica a Marine Le Pen, fue capaz de reunir a su alrededor, en primavera, a los líderes de la extrema derecha europea".